# 2010-es magyar tekebajnokság
A 2010-es magyar tekebajnokság a hetvenkettedik magyar bajnokság volt. A bajnokságot május 22. és 23. között rendezték meg Oroszlányban.

## Eredmények
| Versenyszám            | Arany                                           | Arany | Ezüst                                              | Ezüst | Bronz                                       | Bronz |
| ---------------------- | ----------------------------------------------- | ----- | -------------------------------------------------- | ----- | ------------------------------------------- | ----- |
| Férfi napi egyéni      | Karsai László Szegedi TE                        | 662   | Kiss Tamás Zalaegerszegi TK                        | 649   | Nemes Attila Zalaegerszegi TK               | 647   |
| Férfi páros            | Farkas Sándor, Kiss Tamás Zalaegerszegi TK      | 1316  | Karsai László, Kiss Norbert Szegedi TE             | 1260  | Kovács Gábor, Zapletán Zsombor KK Neumarkt  | 1256  |
| Férfi összetett egyéni | Karsai László Szegedi TE                        | 1332  | Kiss Tamás Zalaegerszegi TK                        | 1328  | Nemes Attila Zalaegerszegi TK               | 1270  |
| Női napi egyéni        | Airizer Emese Zalaegerszegi TE-ZÁÉV             | 612   | Fodor Annamária BKV Előre                          | 565   | Siklódi Erika Ferencvárosi TC               | 565   |
| Női páros              | Airizer Emese, Nemes Irén Zalaegerszegi TE-ZÁÉV | 1175  | Fegyveres Petra, Csongrádi Gyöngyi Ferencvárosi TC | 1169  | Drajkó Gabriella, Farkas Sándorné BKV Előre | 1158  |
| Női összetett egyéni   | Airizer Emese Zalaegerszegi TE-ZÁÉV             | 1230  | Farkas Sándorné BKV Előre                          | 1141  | Drajkó Gabriella BKV Előre                  | 1136  |